# فيسنتي رودريغيز (لاعب كرة قاعدة)
فيسنتي رودريغيز هو لاعب كرة قاعدة كوبي، (ولد في هافانا في كوبا 1891  م).